# Eishockey-Ligasystem in Deutschland
Eishockey-Ligasystem in Deutschland ist ein Ligasystem zur Einteilung der deutschen Eishockey-Ligen. Die höchste vom Deutschen Eishockey-Bund (DEB) anerkannte Liga ist die Deutsche Eishockey Liga (DEL), welche den deutschen Eishockeymeister ausspielt. Zweithöchste Liga ist die DEL2, die durch Eishockeyspielbetriebsgesellschaft (ESBG) betrieben wird. Die dritten Spielklassen bilden die zwei Oberligen, die regional gestaffelt das Bindeglied zwischen Profi- und Amateureishockey darstellen und vom DEB organisiert werden. Unterhalb der Oberliga wird der Spielbetrieb vollständig durch die Landeseishockeyverbände (LEV) regional organisiert.

## Ligapyramide
Saison 2025/26, soweit bekannt:
| Stufe | Liga                                                            | Liga                                                            | Liga                                                                       | Liga                                                            | Liga | Liga                                    | Liga                                              |
| 1     | Deutsche Eishockey Liga 14 Mannschaften                         | Deutsche Eishockey Liga 14 Mannschaften                         | Deutsche Eishockey Liga 14 Mannschaften                                    | Deutsche Eishockey Liga 14 Mannschaften                         | Deutsche Eishockey Liga 14 Mannschaften                                                                 | Deutsche Eishockey Liga 14 Mannschaften | Deutsche Eishockey Liga 14 Mannschaften           |
|       | ↑↓ 1 direkt                                                     |                                                                 |                                                                            |                                                                 | |                                         |                                                   |
| 2     | DEL2 14 Mannschaften                                            | DEL2 14 Mannschaften                                            | DEL2 14 Mannschaften                                                       | DEL2 14 Mannschaften                                            | DEL2 14 Mannschaften                                                                                    | DEL2 14 Mannschaften                    | DEL2 14 Mannschaften                              |
|       | ↑↓ 1 direkt                                                     |                                                                 |                                                                            |                                                                 | |                                         |                                                   |
| 3     | Oberliga Play-offs                                              | Oberliga Play-offs                                              | Oberliga Play-offs                                                         | Oberliga Play-offs                                              | Oberliga Play-offs                                                                                      | Oberliga Play-offs                      | Oberliga Play-offs                                |
| 3     | Oberliga Nord 11 Mannschaften (davon eine aus den Niederlanden) | Oberliga Nord 11 Mannschaften (davon eine aus den Niederlanden) | Oberliga Nord 11 Mannschaften (davon eine aus den Niederlanden)            | Oberliga Nord 11 Mannschaften (davon eine aus den Niederlanden) | Oberliga Nord 11 Mannschaften (davon eine aus den Niederlanden)                                         | Oberliga Süd 14 Mannschaften            | Oberliga Süd 14 Mannschaften                      |
|       | ↑ 1 direkt                                                      |                                                                 |                                                                            | ↑ 1 direkt                                                      | ↑ 1 direkt                                                                                              | ↑ 1 direkt                              | ↑ 1 direkt                                        |
| 4     | Regionalliga NRW 11 Mannschaften                                |                                                                 | Central European Hockey League 2 deutsche Mannschaften aus Rheinland-Pfalz | Regionalliga Nord 9 Mannschaften                                | Regionalliga Ost 8 Mannschaften                                                                         | Baden-Württemberg Liga 8 Mannschaften   | Bayernliga 16 Mannschaften                        |
|       | Relegation                                                      |                                                                 |                                                                            | Relegation                                                      | ↑ je 1 Sachsen & Berlin                                                                                 |                                         | ↑↓ 1 direkt                                       |
| 5     | Landesliga NRW 7 Mannschaften                                   | Hessenliga 5 Mannschaften                                       |                                                                            | Verbandsliga Nord 7 Mannschaften                                | Landesliga Sachsen 4 Mannschaften Landesliga Berlin 11 Mannschaften Landesliga Thüringen 7 Mannschaften | Landesliga Südwest 7 Mannschaften       | Landesliga Bayern 20 Mannschaften in zwei Gruppen |
|       | Relegation                                                      | Relegation                                                      | ↑ 1 direkt                                                                 | ↑↓ 1 direkt                                                     | Landesliga Sachsen 4 Mannschaften Landesliga Berlin 11 Mannschaften Landesliga Thüringen 7 Mannschaften | Landesliga Südwest 7 Mannschaften       |                                                   |
| 6     | Bezirksliga NRW 5 Mannschaften                                  | Landesliga Hessen 5 Mannschaften                                | Landesliga Nord 20 Mannschaften in vier Gruppen                            | Bezirksliga Bayern 37 Mannschaften in 4 Gruppen                 | Landesliga Sachsen 4 Mannschaften Landesliga Berlin 11 Mannschaften Landesliga Thüringen 7 Mannschaften | Landesliga Südwest 7 Mannschaften       |                                                   |

## Ligen

### Deutsche Eishockey Liga
Die Deutsche Eishockey Liga wurde 1994 durch Zusammenlegung der Eishockey-Bundesliga und der 2. Bundesliga gegründet. Sie ist eine reine Profiliga, die beteiligten Mannschaften sind als Kapitalgesellschaften organisiert. Die DEL GmbH gehört seit 1996 den teilnehmenden Mannschaften, ist für die Lizenzierung von Spielen und Mannschaften zuständig und organisiert den Spielbetrieb. Jeder DEL-Teilnehmer kooperiert mit einem Stammverein, welcher für die Nachwuchsarbeit zuständig ist.
Die DEL hat eine Sollstärke von 14 Clubs. Diese spielen nach einer Hauptrunde von 52 Spielen in Play-offs den Titel des Deutschen Meisters aus. Die Clubs sind Mitglieder des Deutschen Eishockey-Bundes. Die Anerkennung durch den DEB regelt der Kooperationsvertrag zwischen DEL und DEB.

### DEL2
Die DEL2 ist die zweithöchste Spielklasse in Deutschland. Sie wurde 2013 eingeführt und löste die bisherige 2. Bundesliga ab. Die DEL2 ist eine Profiliga und hat eine Sollstärke von 14 Mannschaften. Der Meister der DEL2 qualifiziert sich sportlich für die DEL, vorbehaltlich der wirtschaftlichen Lizenzierung.
Die 2002 gegründete Eishockeyspielbetriebsgesellschaft mbH organisiert den Spielbetrieb in der DEL2. Von 2002 bis 2010 war sie auch für die Oberliga zuständig.

### Oberliga (3. Liga)
Die Eishockey-Oberliga, die dritthöchste Spielklasse im deutschen Eishockey wird vom DEB durchgeführt. Sie wird seit der Saison 2015/16 in zwei regionalen Gruppen Nord und Süd ausgespielt. Die Play-offs werden gruppenübergreifend durchgeführt, der Meister steigt in die DEL2 auf. Seit der Saison 2015/16 nimmt mit den Tilburg Trappers auch eine niederländische Mannschaft an der Oberliga Nord teil. Sie kann nicht aufsteigen.

### Landeseishockeyverbände
Die Landeseishockeyverbände (LEV) organisieren den Spielbetrieb der Amateurligen. Nicht jeder der LEV organisiert dabei einen regelmäßigen Spielbetrieb.

#### Bayern
Die höchste Spielklasse des Bayerischen Eissportverbandes (BEV) ist die Bayernliga, auch Bayerische Eishockey-Liga (BEL) genannt. Sie wird bayernweit ausgespielt. Unterhalb der BEL organisiert der BEV noch die Landesliga und die Bezirksliga. Die Landesliga wird seit 2017 in zwei regionalen Gruppen, die Bezirksliga in vier Gruppen ausgespielt. Die Landesliga spielt einen Aufsteiger in die BEL aus. Die Meister der Bezirksligagruppen spielen den Bezirksligameister und Aufsteiger aus. Insgesamt nehmen etwa 70 Mannschaften am Spielbetrieb des BEV teil. Der BEV veranstaltet außerdem einen Pokalwettbewerb für niederklassige Clubs (wird z. Zt. nicht ausgetragen).

#### Baden-Württemberg (Süd-West)
Die Baden-Württemberg Liga ist die einzige Amateurliga in Baden-Württemberg. Am Spielbetrieb des Eissport-Verband Baden-Württemberg nehmen 15 Mannschaften teil.

#### West
Seit der Saison 2016/17 organisierte der Eishockeyverband Nordrhein-Westfalen (EHV NRW) die Regionalliga West für Nordrhein-Westfalen, Hessen und Rheinland-Pfalz. Zur Saison 2023/24 wurde dies eingestellt, der Zugang für Vereine aus Hessen und Rheinland-Pfalz wird  seither durch den EHV NRW verwehrt.
Unterhalb der Regionalliga organisiert der EHV NRW noch die Landesliga und Bezirksliga NRW.
In Hessen organisiert der Eishockeyverband Hessen die Hessenliga. Darunter gibt es die Landesliga Hessen.
Mannschaften aus Rheinland-Pfalz nehmen nach Ausschluss aus der Regionalliga West am Spielbetrieb der belgisch-niederländisch geprägten Central European Hockey League (CEHL), der Regionalliga Ost sowie in Hessen und Baden-Württemberg teil. Darüber hinaus wird vom Rheinland-Pfälzischen Eis- und Rollsport Verband der Rheinland-Pfalz-Pokal ausgespielt. Aus dem Saarland ist derzeit keine Mannschaft im Spielbetrieb.
Insgesamt nehmen etwa 40 Mannschaften am Spielbetrieb der Landesverbände NRW, Hessen und Rheinland-Pfalz teil.

#### Nordverbund
Die LEV Niedersachsens, Hamburgs, Schleswig-Holsteins, Mecklenburg-Vorpommerns und Bremens kooperieren im sogenannten Nordverbund. Für diesen organisiert der Niedersächsische Eissportverband (NEV) die Regionalliga Nord. Seit der Saison 2016/17 wird unterhalb der Regionalliga wieder eine Verbandsliga ausgetragen. Darunter kommt die Landesliga Nord, wobei eine Gruppe den traditionellen Namen Ostseeliga trägt und seit 2019 eine Gruppe Oldtimer genannt wird. In der Ostseeliga spielt auch eine polnische Mannschaft, die SKH Gryfy aus Stettin. Insgesamt nehmen etwa 35 Mannschaften am Spielbetrieb des Nordverbunds teil.

#### Ost
Der Sächsische Eissportverband organisiert für Sachsen, Thüringen, Sachsen-Anhalt und Berlin die Regionalliga Ost, die 2011 aus der Sachsenliga entstand. Darunter gibt es Landesligen in Berlin, Sachsen und Thüringen. In Brandenburg gibt es keinen offiziellen Spielbetrieb. Insgesamt sind in dieser Region etwa 30 Mannschaften im Spielbetrieb.

## Geschichte
Die erste Eishockeyliga wurde 1890 in Berlin gegründet: Die (mit Unterbrechungen) bis heute existierende Berliner Stadtliga. Im Laufe der Zeit entstanden weitere Landesligen. Ab 1912 bis 1948 wurden deutsche Meisterschaften im Pokalmodus zwischen den Siegern der jeweiligen Landesligen ausgetragen.

### Bundesrepublik Deutschland
Erstmals 1948 wurde von der Deutschen Arbeitsgemeinschaft für Eissport eine bundesweite Eishockeyliga eingerichtet, die Oberliga. Zur Saison 1958/59 löste die Bundesliga die Oberliga als höchste Spielklasse ab, die Oberliga bestand aber als zweithöchste, bundesweite Spielklasse weiter. Als dritthöchste Spielklasse wurde 1961 die in zwei regionale Gruppen Nord und Süd eingeteilte Gruppenliga eingeführt, die 1965 den Namen Regionalliga erhielt. Die Organisation der obersten drei Ligen übernahm ab 1963 der neu gegründete Deutsche Eishockey-Bund (DEB). Von 1966 bis 1970 war die Oberliga analog zur Regionalliga in zwei regionale Gruppen eingeteilt.
Zur Saison 1973/74 wurde die bundesweite 2. Bundesliga eingeführt. Die Oberliga wurde wieder zweigleisig gespielt, zwischen 1983 und 1985 gab es zusätzlich eine Gruppe Mitte. Die Regionalliga bildete nach einer Saison Spielpause die vierte Spielklasse, die ab 1975 in den drei Gruppen Nord, West und Süd, ab 1981 in den Gruppen Nord/West, Südwest und Süd, ab 1984 in Nord, West, Südwest und Süd, ab 1987 in Nord, West, Mitte, Südwest und Süd spielte. Die 2. Bundesliga wurde erstmals 1981/82 in zwei regionalen Gruppen ausgetragen und spielte von 1983 bis 1991 ebenfalls in den zwei Gruppen Nord und Süd.

### Deutsche Demokratische Republik
In der DDR wurde 1950 durch den Deutschen Sportausschuss die DDR-Liga gegründet. Als 1952 die DDR-Oberliga als höchste Spielklasse eingeführt wurde, bestand die Liga als zweithöchste Spielklasse weiter. Zur Saison 1955/56 wurde die Liga in 1. Liga umbenannt und eine 2. Liga als dritthöchste Spielklasse eingeführt. Ab 1958 übernahm der Deutsche Eislauf-Verband der DDR die Organisation des Spielbetriebs. Die 2. Liga wurde 1962 in Gruppenliga umbenannt und wurde ab 1965 nach Abschaffung der 1. Liga zur zweithöchste Spielklasse. Zur Saison 1970/71 wurde die Oberliga auf zwei Mannschaften (Dynamo Weißwasser und Dynamo Berlin) reduziert und die Gruppenliga abgeschafft. Unterhalb der Oberliga wurde nur eine Bestenermittlung in Turnierform durchgeführt.

### Deutschland seit 1990
Bereits vor der staatlichen Wiedervereinigung Deutschlands am 3. Oktober 1990 wurden die beiden DDR-Oberligisten zur Saison 1990/91 in die Bundesliga der BRD aufgenommen. Zur Saison 1992/93 wurden die bisherigen 2. Bundesligen Nord und Süd zusammengelegt und Oberliga und Regionalliga jeweils auf zwei Gruppen Nord und Süd reduziert. Im Sommer 1994 wurde dann eine umfassende Reform durchgeführt: die Deutsche Eishockey Liga (DEL) wurde als geschlossene höchste Spielklasse eingeführt und löste die beiden Bundesligen ab. Unter der DEL wurden die 1. Liga und die 2. Liga, jeweils in Gruppen Nord und Süd, eingeführt. Die 1. Liga spielte in gemeinsamen Play-offs den Deutschen Amateurmeister aus, welcher sich um die Aufnahme in die DEL bewerben konnte. Die 2. Liga Nord bestand aber nur bis 1997.
Die DEL wurde im Jahre 1996 unabhängig vom DEB, blieb diesem aber über einen Kooperationsvertrag verbunden. Der DEB gründete daraufhin 1998 wieder eine deutschlandweite Bundesliga, die nach einer Vereinbarung der DEL ab 1999 den Namen 2. Bundesliga erhielt. Die DEL firmiert daher zeitweise unter dem Namen „DEL – Die 1. Bundesliga“. Ebenfalls 1999 wurden die bisherigen 1. Ligen in Oberligen umbenannt, die 2. Liga Süd in Regionalliga Süd. Im Norden Deutschlands bestanden ebenfalls Regionalligen, welche jedoch von den Landeseissportverbänden (LEV) organisiert wurden.
Die Oberliga Nord wurde 2001 aufgelöst. Die Oberliga Süd nahm die zwei verbliebenen Vereine auf und wurde damit de facto zur deutschlandweiten, dritthöchsten Spielklasse. Zur Saison 2002 übernahm die vom DEB gegründete Eishockeyspielbetriebsgesellschaft (ESBG) die Organisation von 2. Bundesliga und Oberliga, die Regionalliga wurde aufgelöst. Von 2002 bis 2005 spielte die Oberliga in den zwei Gruppen West und Ost, von 2005 bis 2007 wieder eingleisig. Seit 2007 wird in zwei Gruppen Nord und Süd mit Verzahnung der Gruppen während der Vorrunde gespielt.
Nachdem eine endgültige Teilung der Oberliga in Nord und Süd zur Saison 2009/10 scheiterte und die Oberliga erneut eingleisig spielen musste, wurde zur Saison 2010/11 eine Oberligareform durchgeführt: Die Oberliga wird demnach in vier regionalen Gruppen ausgespielt, die nicht mehr von der ESBG, sondern vom DEB (OL Süd) bzw. von den LEV (OL Nord, West, Ost) durchgeführt wird. Dafür wurde die Liga mit Mannschaften der bisherigen Regionalligen Nord, Ost und West aufgefüllt.
Zur Saison 2013/14 wurde die bisherige 2. Bundesliga durch die DEL2 abgelöst. Zur Saison 2015/16 wurden die Gruppen Nord, Ost und West der Oberliga zur Oberliga Nord unter der Spielleitung des DEB fusioniert.

## Frauen
Im Fraueneishockey gibt es eine deutschlandweite, vom DEB ausgetragene Liga, die Deutsche Frauen Eishockey Liga (DFEL), bis 2024 auch Frauen-Bundesliga genannt, an der seit 2024 auch ausländische Mannschaften teilnehmen. Darunter wird der Spielbetrieb von den Landesverbänden ausgetragen. Für den Norden Deutschlands organisiert der EHV NRW die 2. Liga Nord. Darunter gibt es in NRW eine Landes- und eine Bezirksliga, für das restliche Gebiet die vom LEV Niedersachsen ausgetragene 1. Frauenliga Nord/Ost (früher 1. Damenliga Nord). In Bayern war bis zur Saison 2023/24 die Landesliga die zweithöchste und gleichzeitig unterste Spielklasse. Ab der Saison 2024/25 wurde über der Landesliga Bayern die Bayernliga neu eingeführt, in der je ein Team aus Baden-Württemberg und Sachsen mit antreten. Auf verschiedenen Ebenen nehmen auch Mannschaften aus anderen Ländern an deutschen Ligen teil. In der Saison 2024/25 sind dies der HK Budapest in der DFEL, die Cold Play Sharks Mechelen in der 2. Liga Nord, Tornado Luxembourg in der Landesliga NRW und der EHC Lustenau in der Landesliga Bayern.
| Stufe | Liga                                                           | Liga                                                           | Liga                                                                  |
| 1     | Deutsche Frauen Eishockey Liga 6 Teams (davon eins aus Ungarn) | Deutsche Frauen Eishockey Liga 6 Teams (davon eins aus Ungarn) | Deutsche Frauen Eishockey Liga 6 Teams (davon eins aus Ungarn)        |
|       |                                                                |                                                                |                                                                       |
| 2     | 2. Liga Nord 7 Teams (davon eins aus Belgien)                  | 2. Liga Nord 7 Teams (davon eins aus Belgien)                  | Bayernliga 7 Teams                                                    |
|       |                                                                |                                                                |                                                                       |
| 3     | 1. Frauenliga Nord/Ost 6 Teams                                 | Landesliga NRW 7 Teams (davon eins aus Luxemburg)              | Landesliga Bayern 8 Teams in zwei Gruppen (davon eins aus Österreich) |
|       |                                                                |                                                                |                                                                       |
| 4     |                                                                | Bezirksliga NRW 6 Teams                                        |                                                                       |